# Hendrik Hölzemann
Hendrik Hölzemann (* 1976) ist ein deutscher Regisseur und Drehbuchautor.

## Leben
Hölzemann studierte ab 1997 an der Filmakademie Baden-Württemberg die Fachrichtung Drehbuch und war während dieser Zeit als Regisseur und Autor für mehrere Kurzfilme tätig.
Gemeinsam mit Dominique Schuchmann und Grischa Schmitz gründete er die Produktionsfirma panic pictures.

## Filmografie

### Drehbuch
- 2001: Nichts bereuen
- 2004: Kammerflimmern
- 2005: Schiller (TV)
- 2009: Ganz nah bei Dir
- 2016: Gleißendes Glück
- 2018: Axel der Held
- 2018: Tatort: Mord ex Machina
- 2020: Tatort: Das fleißige Lieschen
- 2020: Polizeiruf 110: Heilig sollt ihr sein!
- 2021: Tatort: Der Herr des Waldes
- 2022: Tatort: Das Herz der Schlange
- 2024: Tatort: Der Fluch des Geldes

### Regie
- 2004: Kammerflimmern
- 2018: Axel der Held

### Darsteller
- 2001: Nichts bereuen
- 2003: Verschwende deine Jugend
- 2004: Kammerflimmern